# Осада Котиея
Осада Котиея (фр. Siège de Cotyaeum) — осада византийского города Котией (совр. Кютахья), организованная турками-сельджуками, которые в итоге смогли захватить этот город.
После поражения при Мариокефалоне в 1176 году Византия не могла защищать свои восточные границы должным образом. А когда умер Мануил I Комнин (1180 год) страну начали потрясать дворцовые интриги — первые признаки начала упадка. Новый император, Алексей II Комнин был несовершеннолетним и был не в состоянии заниматься государственными делами. Как раз в это время сельджуки, воспользовавшиеся смутой в Византии начали очередное контрнаступление.
Осада Котиея длилась недолго, и вскоре город был взят войсками конийского султана. Через некоторое время были также взяты Созополь и Анкара — таким образом завоевания Иоанна II Комнина сошли на нет. Андроник Комнин пытался бороться с агрессором, но его наследник Исаак Ангел попросту заключил мирный договор, отдав Арслану потерянные владения.